# معدن أبدشت (صوغان)
معدن أبدشت (بالإنجليزية: Madan-e Abdasht)‏ هي منطقة سكنية تقع في إيران في قسم صوغان الريفي. يقدر عدد سكانها بـ 1,084 نسمة .